# Alfredo Felici
Alfredo Felici (Santarcangelo di Romagna, 6 febbraio 1868 – Roma, 11 agosto 1951) è stato un avvocato e politico italiano.